# George DelHoyo
George DelHoyo (Canelones, Uruguay, 23 de noviembre de 1953) es un actor estadounidense, de origen uruguayo. 

## Biografía
DelHoyo, quien también se crio en Salt Lake City, Utah, comenzó a actuar en el teatro de la ciudad de Nueva York durante la década de 1970. Trabajando bajo el nombre de George Deloy, actuó en obras de teatro y musicales en muchos de los principales teatros regionales estadounidenses, como Seattle Repertory, American Conservatory Theatre en San Francisco, Old Globe Theatre en San Diego, Cincinnati Playhouse, Mark Taper Forum en Los Ángeles y Teatro Huntington en Boston. Su primera gran oportunidad llegó en 1976, interpretando a Kyle Nunnery en el musical de Broadway, The Robber Bridegroom.
Para el videojuego de PC de 1996 y puerto de PlayStation Descent, y sus secuelas Descent II y Descent 3, DelHoyo interpretó al protagonista, Material Defender.
Está casado con la también actriz y modelo Deborah May, con quien tiene dos hijos.

## Filmografía

### Actuaciones de voz
- Horton Hears a Who! (1970) (2008 DVD, tráiler de reedición solamente)
- E.T. the Extra-Terrestrial (1982) (2002 tráiler de reedición/spots de TV solamente)
- Oliver & Company (1988) (2009 DVD tráiler de reedición solamente)
- Batman (1989) (ABC Family solo promocionales)
- FernGully: The Last Rainforest (1992) (2005 DVD tráiler de reedición solamente)
- The Swan Princess (1994) (2004 DVD tráiler de reedición/spots de TV solamente)
- Toy Story (1995) (ABC Family spots de TV solamente)
- Selena (1997) (spots de TV solamente)
- Wild Things (1998)
- Lost in Space (1998)
- Paulie (1998)
- The Swan Princess III: The Mystery of the Enchanted Treasure (1998) (2004)
- The Rugrats Movie (1998)
- Muppets from Space (1999)
- The Adventures of Elmo in Grouchland (1999)
- Pokémon: The First Movie (1999)
- My Dog Skip (2000)
- How the Grinch Stole Christmas (2000)
- he Princess Diaries (2001)
- Big Fat Liar (2002)
- Ice Age (2002)
- Treasure Planet (2002)
- Daddy Day Care (2003)
- Legally Blonde 2: Red, White & Blonde (2003)
- Freaky Friday (2003)
- Elf (2003)
- Mona Lisa Smile (2003)
- Ella Enchanted (2004)
- Home on the Range (2004)
- 13 Going on 30 (2004)
- The Princess Diaries 2: Royal Engagement (2004)
- Shark Tale (2004)
- Because of Winn-Dixie (2005)
- Charlie and the Chocolate Factory (2005)
- Curious George (2006)
- The Pink Panther (2006)
- Ice Age: The Meltdown (2006)
- Garfield: A Tail of Two Kitties (2006)
- Monster House (2006)
- Everyone's Hero (2006)
- Happy Feet (2006)
- Meet the Robinsons (2007)
- TMNT (2007)
- Shrek tercero (2007)
- Surf's Up (2007)
- Daddy Day Camp (2007)
- Bee Movie (2007)
- Nim's Island (2008)
- Beverly Hills Chihuahua (2008)
- Four Christmases (2008)
- The Pink Panther 2 (2009)
- Up (2009)
- Curious George 2: Follow That Monkey! (2010)
- Despicable Me (2010)
- Ramona and Beezus (2010)
- Rango (2011)
- Rio (2011)
- Monte Carlo (2011)
- Arthur Christmas (2011)
- Chimpanzee (2012)
- Ice Age: Continental Drift (2012)
- Escape from Planet Earth (2013)
- Frozen (2013)
- Rio 2 (2014)
- Bears (2014)
- Dolphin Tale 2 (2014)
- Monkey Kingdom (2015)
- Ice Age: Collision Course (2016)
- The Kid Who Would Be King (2019)
- Penguins (2019)
- The Art of Racing in the Rain (2019)
- Bernie the Dolphin 2 (2019)
- Dolphin Reef (2020)

### Televisión
| Año       | Título                        | Rol                           | Notas                                                                                 |
| --------- | ----------------------------- | ----------------------------- | ------------------------------------------------------------------------------------- |
| 1979      | B.J. and the Bear             | Jonas/Six Killer              | Ep.: "Fly a Wild Horse"                                                               |
| 1980      | Hart to Hart                  | Peter Scmidt                  | Ep. "Downhill to Death"                                                               |
| 1980      | Galactica 1980                | Dr. Spencer                   | Ep.: "The Super Scouts"                                                               |
| 1983      | Too Close for Comfort         | Sal Garibaldi                 | Ep.: "Family Business"                                                                |
| 1984      | Three's a Crowd               | R. Morris                     | Ep.: "Daddy's Little Girl"                                                            |
| 1985–1986 | St. Elsewhere                 | Ken Valere                    |                                                                                       |
| 1986      | Hunter                        | Carlos Mariano                | Ep.: "High Noon in L.A."                                                              |
| 1986      | Days of Our Lives             | Milo Harp "Orpheus"           | Rol: 20 de octubre de 1986, al 23 de abril de 1987, 2016 (recurrente/invitado) y 2020 |
| 1988      | Night Court                   | Bobby Mason                   | Ep.: "Chrizzi's Honor"                                                                |
| 1988      | Jake and the Fatman           | Matthew Hammond               | Ep.: "How Long Has This Been Going On?"                                               |
| 1988      | Cheers                        | Robert Cooperman              | Ep.: "Norm, Is That You?"                                                             |
| 1991      | The Young Riders              | Ben Rawlings                  | Ep.: "Old Scores"                                                                     |
| 1991      | Tales from the Crypt          | Policeman                     | Ep.: "Carrion Death"                                                                  |
| 1992      | L.A. Law                      |                               | Ep.: "Steal It Again, Sam"                                                            |
| 1995      | The Commish                   | Reggie Martel                 | Ep.: "Brooklyn"                                                                       |
| 1995      | Nowhere Man                   | The Supervisor                | Ep.: "Turnabout"                                                                      |
| 1995      | Space: Above and Beyond       | Nicholas Chaput               | Ep.: "Eyes"                                                                           |
| 1996      | Sliders                       | Judge John Nassau             | Ep.: "Time Again and World"                                                           |
| 1996      | Walker Texas Ranger           | Ramon Lopez Vega del Garcia   | Ep.: "Codename Dragonfly"                                                             |
| 1997      | JAG                           | Rincon                        | Ep.: "The Game of Go"                                                                 |
| 1997      | Superman: The Animated Series | Kent Nelson/Doctor Fate       | Ep.: "The Hand of Fate"                                                               |
| 1997      | Walker Texas Ranger           | Tony Ramos                    | Ep.: Crusader                                                                         |
| 1997      | Home Improvement              | Doug                          | Ep.: "My Son, the Driver"                                                             |
| 1999      | The Love Boat: The Next Wave  | Patrick Jury                  | Ep.: "Other People's Business"                                                        |
| 1999      | Just Shoot Me!                | Agente Especial Justin Morris | Ep.: "Nina's Choice"                                                                  |
| 1999      | Stark Raving Mad              | Vince                         | Ep.: "Christmas Cheerleader"                                                          |
| 2000      | Batman Beyond                 | Captain Zane                  | Ep.: "Final Cut"                                                                      |
| 2019      | 9-1-1                         | Ramon Diaz                    | Ep.: "This Life We Choose"                                                            |

### Cine
| Año  | Título                                        | Rol          | Notas            |
| ---- | --------------------------------------------- | ------------ | ---------------- |
| 1979 | The Seekers                                   | Gilbert Kent | película para TV |
| 1980 | The Secret War of Jackie's Girls              | Al           | película para TV |
| 1988 | Perry Mason: The Case of the Lady in the Lake | Frank Travis | película para TV |
| 1994 | Vault of Horror                               |              | película para TV |
| 1996 | The Crying Child                              | Ran Jeffreys | película para TV |
| 1998 | Dead Letter Office                            | Frank Lopez  |                  |
| 2011 | Rango                                         | Señor Flan   |                  |